# Hadena bicruris
Hadena bicruris là một loài bướm đêm trong họ Noctuidae.

## Hình ảnh

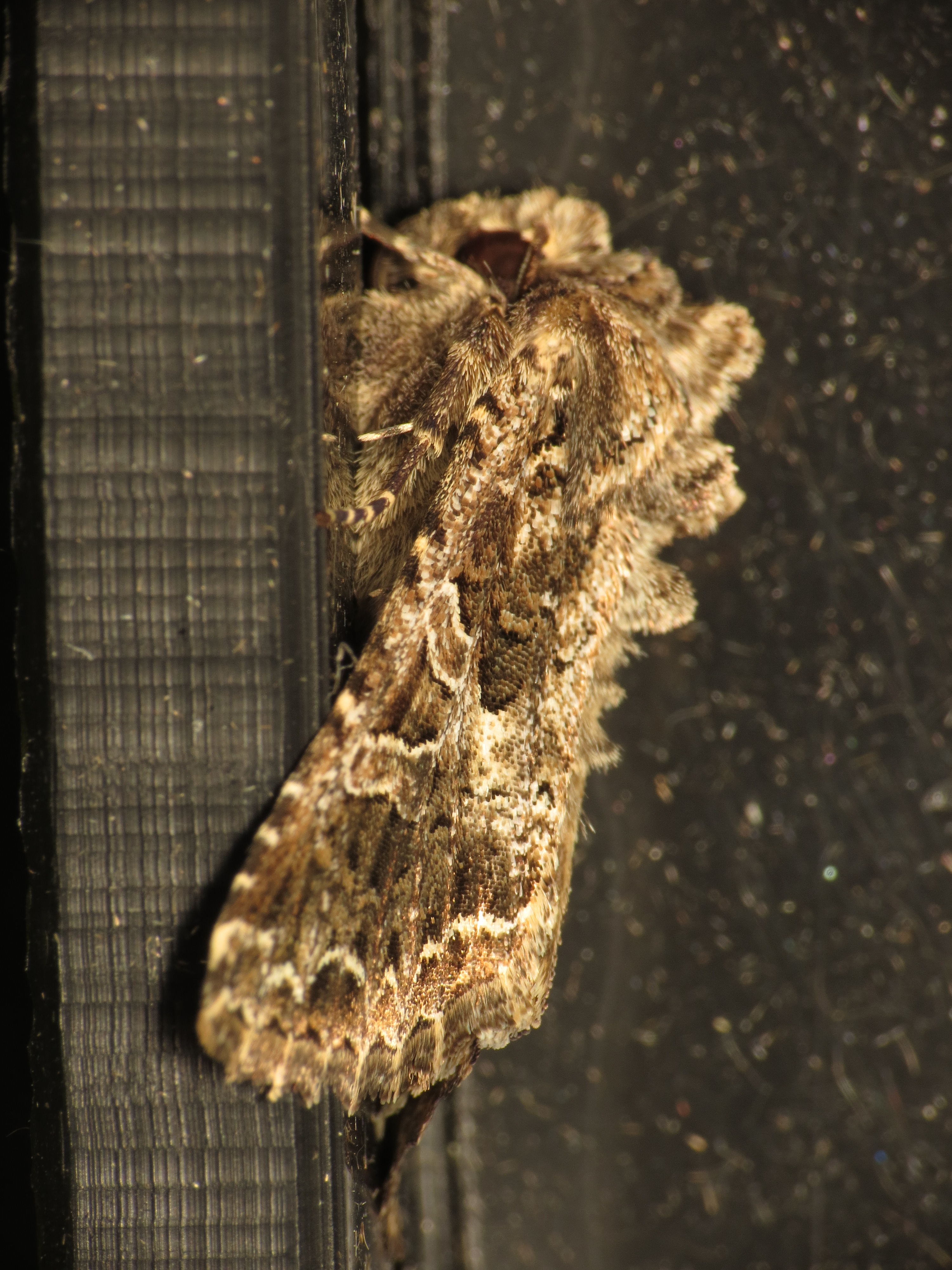
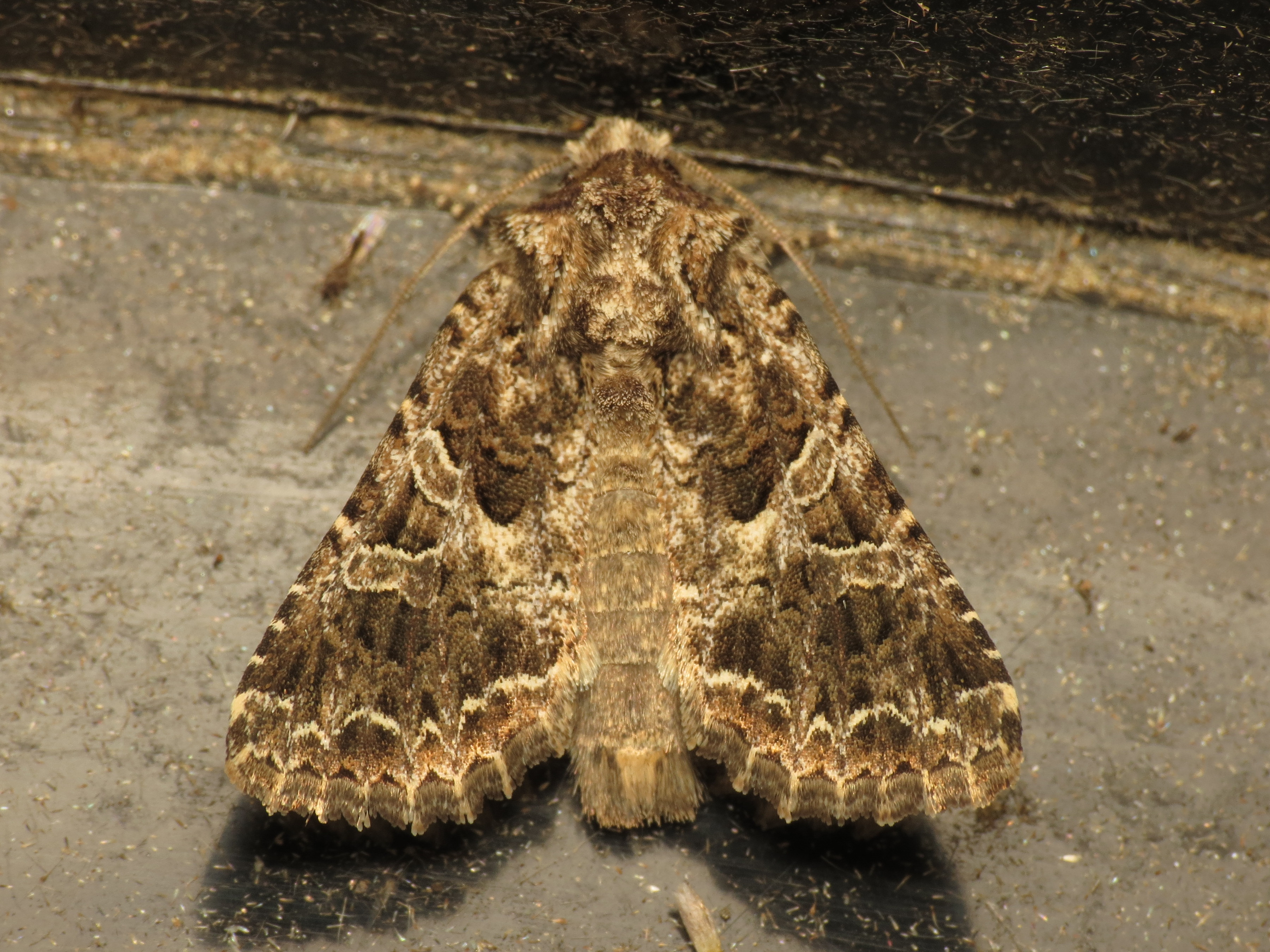
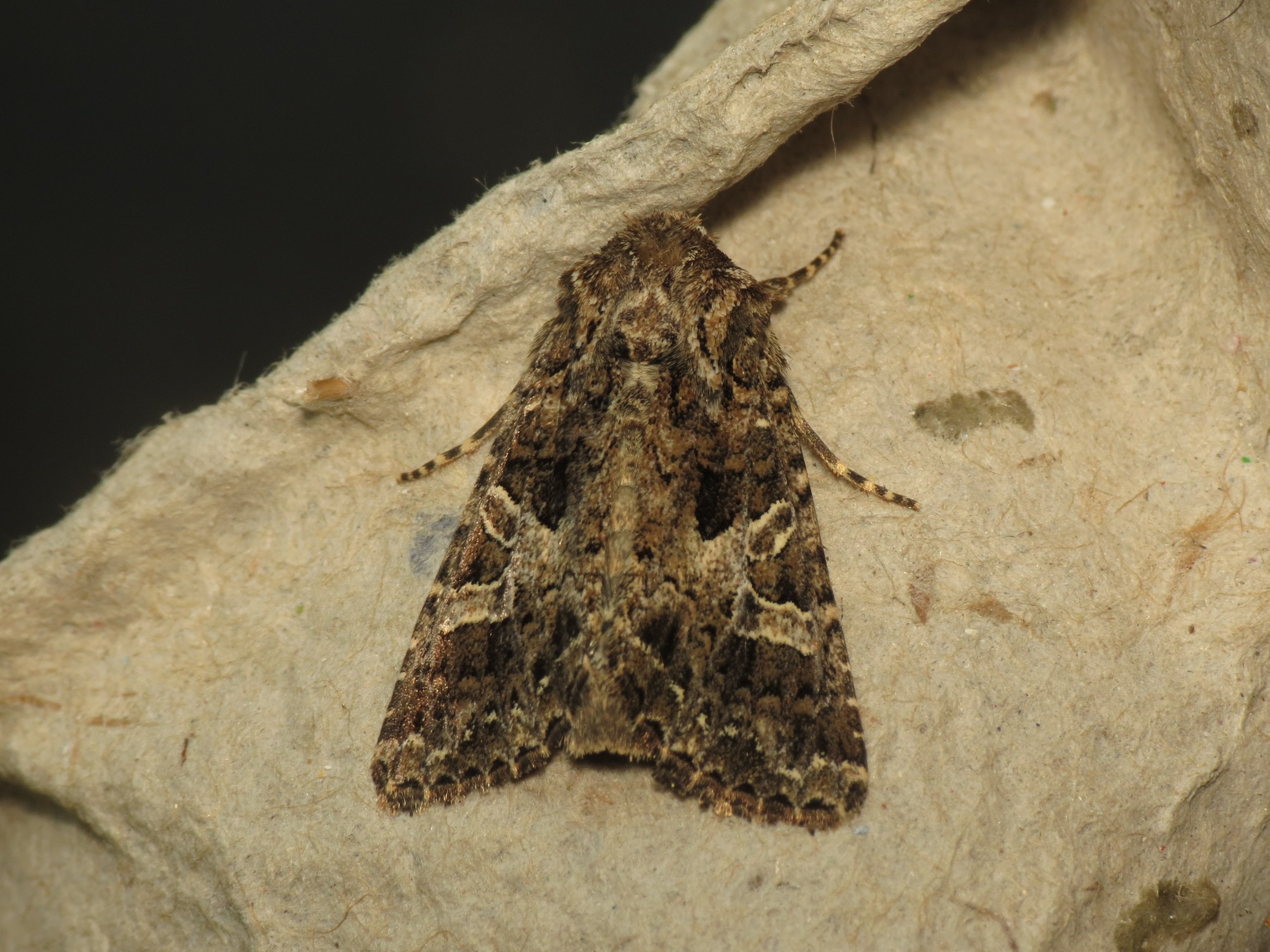